# 田中健太 (1994年生のラグビー選手)
田中 健太（たなか けんた、1994年2月3日 - ）は、ジャパンラグビーリーグワン花園近鉄ライナーズに所属するラグビー選手。

## プロフィール
- 大阪市生野区出身[1]。
- ポジションはプロップ(PR)。
- 身長 177 cm、体重 94 kg
- ニックネームはたなけん。
- 関東学生代表に選ばれたことがある[2]。

## 略歴
2012年、大阪桐蔭高校卒業後、明治大学に入る。なお大阪桐蔭高校時代、高校日本代表候補に選ばれたことがある。
2016年、明治大学卒業後、近鉄ライナーズ(現・花園近鉄ライナーズ)に加入。同年12月25日に行われたジャパンラグビートップリーグ第13節の神戸製鋼コベルコスティーラーズ戦にて先発出場で公式戦初出場を果たす。